# Blechnum wattsii
Blechnum wattsii  es una especie de helecho perteneciente a la familia Blechnaceae. Es originaria de Australia.

## Descripción
Es un helecho con rizoma mediano y largo reptante, escalas de rizoma de color marrón oscuro a negro con un borde pálido y el margen finamente dentado. Las frondas no agrupadas, dimórficas, pinnadas en la mayor parte de su longitud, en su mayoría de 30-70 cm de largo, de color rosado el crecimiento nuevo, los más viejos de color verde oscuro y curtida. Las frondas estériles con pinnas más largas en su mayoría pinnas de 7-15 cm de largo, 10-20 mm de ancho, las pinnas basales ligeramente más pequeñas que las medias. Las frondas fértiles ligeramente más cortas que las estériles, con pinnas lineares, de 2-3 mm de ancho.

## Distribución y hábito
Se encuentra en la selva y a lo largo de los arroyos en bosques abiertos, generalizados y a menudo abundantes en Nueva Gales del Sur. 

## Taxonomía
Blechnum wattsii fue descrita por Mary Tindale  y publicado en Contributions from the New South Wales National Herbarium 3(3): 247 1963.
Sinonimia
- Lomaria vestita Blume
- Blechnum capense subsp. eucapense Domin nom. inval.
- Blechnum capense var. vestitum (Blume) Domin
- Blechnum vestitum (Blume) Kuhn[3][4]